# Абу Хамму II
Абу Хамму II Муса (араб. أبو حمو موسى الثاني; бл. 1323 — 21 листопада 1389) — 8-й султан Держави Заянідів в 1359—1360, 1360—1370, 1372—1383 і 1384—1389 роках. Повне ім'я Абу Хамму II Муса ібн Абу Якуб Юсуф ібн Абу Саїд Абд-ар-Рахман.

## Життєпис
Син Абу Юсуф Якуба ібн Абу Саїд Абд ар-Рахмана, правнука султана Ягморасана. Народився у 1323 або 1324 році в Гранадському еміраті, куди було вислано його батька разом з іншими родичами султаном Абу Ташуфіном I. Згодом Абу Юсуф Якуб повернувся до Магрибу, де вів життя суфія й аскета в Недрумі. 1348 року він відмовився приєднатися до повстання братів Абу Саїд Усмана і Абу Табіта, а потім також й розділити владу. Але сам Абу Хамму опинився при дворі своїх дядьків у Тлемсені.
В 1352 році, після повалення династії Заянідів маринідськими військами втік до двору Хафсідів в Іфрікії. 1359 року за допомогою останніх, скориставшись боротьбою за трон серед Маринідів, Абу Хамму зумів відвоювати Тлемсен, де був оголошений султаном.
Навесні 1360 року проти нього виступив маринідський султан Абу Салім Ібрагім, що діяв в союзі з Кастилією. Оскільки в той час Арагон вів війну проти кастильців, то Абу Хамму II звернувся до короля Педро IV по допомогу. До Магрибу прибув арагонський флот на чолі із Маттео де Мерсером, але біля Аннаби він зазнав поразки від кастильської флотилії. Разом з тим Абу Хамму II не зміг протистояти Маринідам, які 21 травня 1360 року захопили Тлемсен. У відповідь Абу Хамму почав здійснювати рейди на власні землі маринідів, захопивши Ангад і сплюндрувавши землі до річки Мулуя. Все це змусило супротивника відступити, й Абу Хамму II знову відновив владу над Тлемсеном.
У 1361 року проти Абу Хамму II повстав небіж Абу Мухаммад аль-Кобба, якого підтримав арабський клан Бану-Амар. Втім 1362 року Абу Хамму II вдалося завдати повсталим рішучої поразки. 1364 року проти султана знову виступило маринідське військо, яке спочатку перемогло заянідську армію, а потім взяло в облогу Тлемсен. Втім Абу Хамму вдалося змусити ворога відступити. В 1365 році почалася нова облога Тлемсена, але через конфлікт між маринідським султаном Мухаммадом II та його візиром Умаром ібн Абдаллою аль-Ябані, що завершився вбивством султана, війська Маринідів відступили від Тлемсену.
Абу Хамму II розпочав відновлення Тлемсену після численних облог. 14 січня 1365 року внаслідок потужного землетрусу значна частина міста Алжир була зруйнована. Водночас Делліс неподалік від Алжиру захопили Хафсіди. 1366 року Абу Хамму II відвоював втрачені землі та в свою чергу взяв в облогу хафсідську Беджаю. У відповідь Абу'л-Аббас Ахмад, хафсідський емір Беджаї і Константіни, звільнив Абу Заяна, небожа Абу Хамму II, який змусив того відступити до Алжиру.
1367 року Абу Хамму II, створивши нове військо в Тлемсені, перейшов у наступ, змусивши Абу Заяна зректися своїх амбіцій на трон. За цим поступово зміг приборкати, переважно дипломатією, повсталі племена.
1371 року проти султанського катіба (секретаря) Ях'ї ібн Халдуна повстав арабський клан Бану-Хусейн, що закликав до себе Абу Заяна, небожа Абу Хамму II. Той захопив землі до міста Медеа включно. Водночас 1372 року проти заянідів виступив маринідський султан Абдул-Азіз I, який швидко захопив Тлемсен. Абу Хамму втік на південь, йому залишився вірним лише клан бану-амар на чолі і шейхом Сагіром.
Смерть Абдул-Азіза I 1372 року змусила маринідське військо відступити. В результаті цього Абу Хамму зміг зайняти Тлемсен. разом з тим ще до того Мариніди завдали поразки його суперникові Абу Заяну. Втім останній все ще залишався небезпечним. Але гонитва за ним не мала успіху.
1374 року Абу Хамму II скористався боротьбою між Маринідами і захопив їхні землі до річки Мулуя. 1375 року арабський клан бану-таліб оголосив султанського небожа Абу Заяна султаном. Боротьба тривала до 1377 року, коли султану нарешті вдалося завдати поразки бану-таліба. 1378 року в свою чергу Мариніди відвоювали втрачені землі в долині Мулуя, а Абу Хамму II визнав їх зверхність. Це дозволило завершити боротьбу з Абу Заяном, якого після запеклих сутичок схопили в фортеці Тозеур, де він згодом й помер в ув'язненні.
1381 року Абу Хамму II сплюндрував долину Мулуї та взяв в облогу Таз, де захопив палац султана Марокко. У відповідь військо марокканського султана Абу'л-Аббаса Ахмада 1383 року захопила й сплюндрувала Тлемсен. Абу Хамму вкотре мусив рятуватися на півдні. Втім через боротьбу за владу Ахмад у 1384 році був змушений повернувся до Фесу і Абу Хамму II в черговий раз відновив свою владу у Тлемсені.
Згодом вступив у конфлікт з сином Абу Ташуфіном, який 1387 року повалив батька, відправивши того до Орану. Скориставшись боротьбою Абу Ташуфіна II з братами зумів втекти до Тлемсену, де знову був визнаний султаном. Але його було швидко повалено. Тоді Абу Хамму оголосив, що вирушає у хадж до Мекки, але морем рушив до мітіджи, де з'єднався з іншими синами. Поступово на його бік перейшло більшість племен, а Абу Ташуфін втік до Маринідів.
1389 року Абу Ташуфін за підтримки маринідського війська у битві біля Бені-Урнід завдав поразки армії Абу Хамму II, який загинув у битві. Після цього Абу Ташуфін II закріпився на троні.

## Творчість
Перетворив Тлемсен на науковий та культурний центр, підтримуючи численних літераторів, філософів, правників та істориків. Автор трактату з політичної моралі.

## Родина
Мав великий гарем, його дружини народили 80 дітей, зокрема 16 синів.